# Из Пиндемонти
«Из Пиндемо́нти» («Недо́рого ценю́ я гро́мкие права́») — стихотворение Александра Пушкина, входящее в так называемый «Каменноостровский цикл». Оно написано в 1836 г., как и все остальные стихотворения «Каменноостровского цикла». Было издано только после смерти поэта в 1855 году.

## История создания

### Тайна названия
Официально принято считать, что изначально стихотворение «Из Пиндемонти» имело абсолютно другое название, которое позже А. С. Пушкин заменил на последнее. Первое название стихотворения — «Из Alfred Musset», видимо, пришлось изменить из-за того, что стихотворение не было бы пропущено в печать цензурой. (Николаевское правительство старательно препятствовало проникновению любых известий из Франции, где в то время закончилась очередная революция.) Пушкин, очевидно, готовил «Из Пиндемонти» к печати (оно известно по двум рукописям). Отсылку к французскому поэту пришлось заменить на имя итальянского поэта Ипполито Пиндемонте, хотя ни сходства, ни заимствования идей Пушкиным у Пиндемонте найдено не было.
Смысл стихотворения — рассказ о высших, по мнению Пушкина, правах, которые есть у человека.
Никому

Отчета не давать, себе лишь самому

Служить и угождать; для власти, для ливреи

Не гнуть ни совести, ни помыслов, ни шеи;

По прихоти своей скитаться здесь и там,

Дивясь божественным природы красотам,

И пред созданьями искусств и вдохновенья

Трепеща радостно в восторгах умиленья.

— Вот счастье! вот права…